# Mara Carfagna
Mara Carfagna (n. 18 decembrie 1975, Salerno, Italia) este o politiciană italiană.